# Baharlu
Baharlu o Barani fou una tribu turca de Pèrsia. La família governant de la federació dels kara koyunlu pertanyia a aquesta tribu. El seu nom deriva probablement de la vila de Bahar al nord de Hamadan. Al castell de Bahar residia Sulayman Shah ibn Parcham Ivai, del clan iva dels Baharlu, que fou després primer ministre del califa al-Mústassim (1242-1258) i executat pels mongols d'Hulagu el 8 de febrer del 1258. Un ivai estava establert a Khelat el 1230; després es va formar la confederació dels kara koyunlu el símbol de les monedes dels quals porten la tamgha tribal dels iva..